# Pierre Larmoire
La Pierre Larmoire, appelée aussi Pierre de l'Ormail (Ormaille, Ormeil, Ormeille) ou Pierre de l'Orsille ou Pierre Mort est un dolmen situé sur la commune de Rumont dans le département de Seine-et-Marne.

## Historique
L'édifice est signalé en 1856 par M. Leroy. Il est classé au titre des monuments historiques en 1889.

## Description
C'est le plus monumental des dolmens de Seine-et-Marne. La table de couverture est une grande dalle en grès de 4,10 m de longueur et 3 m de largeur, épaisse de 0,50 m. Elle comporte en surface un trou (appelé « avaloir ») précédé d'une rigole de 0,75 m qui semblent tous deux d'origine naturelle. Une seconde rigole, vers le centre de la table, et quatre petites cupules et une cinquième plus grosse sont aussi visibles aux deux extrémités de la table. La chambre est délimitée par quatre orthostates de petite taille (0,50 m à 0,80 m de hauteur). Un premier bloc situé en avant de l'édifice et un second couché à l'intérieur de la chambre pourraient correspondre à deux autres orthostates d'origine.
Au-dessus de l'entrée de la chambre, une niche longue de 0,40 m et profonde de 15 cm, gravée de quatre sillons parallèles, a été creusée dans l'épaisseur de la table. Ces gravures pourraient dater du Mésolithique, leur présence sur cette dalle correspondant à une réutilisation d'un bloc gravé antérieurement.
La chambre a été fouillée en 1857 mais elle avait été pillée bien antérieurement. Aucun matériel archéologique n'a été retrouvé. L'architecture de l'édifice pourrait le rattacher à la culture Seine-Oise-Marne.